# Jaroszewy
Jaroszewy is een plaats in het Poolse district  Starogardzki, woiwodschap Pommeren. De plaats maakt deel uit van de gemeente Skarszewy en telt 445 inwoners.